# Nelly Wicky
Nelly Wicky (Genève, 2 maart 1923 - Onex, 27 januari 2020) was een Zwitserse onderwijzeres en politica voor de Zwitserse Partij van de Arbeid uit het kanton Genève. Zij was in 1971 een van de eerste elf vrouwelijke verkozenen in de Nationale Raad.

## Biografie
Nelly Wicky was een dochter van Robert Rosset, die werkte voor de Zwitserse federale spoorwegen (SBB/CFF/FFS), en van Hélène Pièce. In 1948 huwde ze Robert Wicky, die namens de Zwitserse Partij van de Arbeid zetelde in de Grote Raad van Genève. Ze studeerde pedagogie aan het Jean-Jacques Rousseau-instituut in Genève, waar ze een leerlinge was van Jean Piaget. Ze werd onderwijzeres en gaf les in Meyrin en vervolgens in diverse scholen in het kanton Genève.
Als lid van de Zwitserse Partij van de Arbeid zetelde ze in de gemeenteraad van de stad Genève (wetgevende macht) van 1963 tot 1991. Van 29 november 1971 tot 30 november 1975 zetelde ze in de Nationale Raad.